# دهستان بوالحسن
دهستان بوالحسن نام دهستانی در بخش نمشیر شهرستان بانه، استان کردستان در ایران است. براساس سرشماری مرکز آمار ایران در سال ۱۳۸۵، جمعیت آن ۴۹۳۷ نفر (۹۶۰ خانوار) بوده‌است.